# Paul Castanier
Pour les articles homonymes, voir Castanier.
Paul Castanier est un pianiste français né à Alger le 5 juillet 1935 et mort le 7 novembre 1991 à Paris. Il est essentiellement connu pour avoir accompagné sur scène Léo Ferré.

## Biographie
Paul Castanier devient aveugle à cause de l’emploi d’un mauvais collyre dans sa toute-petite enfance. 
Il rencontre Léo Ferré en 1957, au cabaret Chez Plumeau, à Montmartre, et devient son accompagnateur privilégié de 1962 à 1973, jouant à ses côtés en France, en Belgique, au Canada, au Liban, en Afrique du Nord et en Suisse. En 1969, Léo Ferré lui dédie la chanson La Nuit.
En 1959, il interprète plusieurs œuvres expérimentales du compositeur Michel Magne en tant que pianiste soliste.
Après s'être séparé de Ferré, il continue d'évoluer dans un milieu artistique essentiellement libertaire. En 1974 il accompagne le chanteur Jean Vasca lors de son unique passage à l'Olympia. Il va travailler un temps avec son ami Maurice Frot, ancien régisseur de Ferré, avec qui il s'essaye à la composition de chansons ainsi qu'à la co-écriture d'une pièce de théâtre (Le Vide-ordures, 1975). Il accompagne le chanteur Yvan Dautin, ou encore Rufus sur scène et collabore de façon suivie avec le chanteur Alain Meilland et surtout le duo d'humoristes provocateurs Font et Val.
C'est dans ses deux albums instrumentaux (L'homme seul est toujours en mauvaise compagnie et Claviers celtiques), tous deux enregistrés en 1979, qu'il exprime sa part la plus personnelle.
Paul Castanier meurt le 7 novembre 1991 dans le 13e arrondissement de Paris. Il est crématisé et ses cendres sont dispersées sur une pelouse du cimetière du Père-Lachaise.
En février 1992, un hommage lui est rendu sur la scène de l'Olympia par les artistes qui ont travaillé avec lui.

## Discographie

### AvecLéo Ferré
- 1958 : Léo Ferré à Bobino
- 1963 : Flash ! Alhambra - A.B.C.
- 1969 : Les Anarchistes (EP à Bobino)
- 1969 : Récital 1969 en public à Bobino
- 1970 : Un chien à la Mutualité (EP)
- 1973 : Seul en scène (Olympia 1972)
- 2001 : Sur la scène… (Lausanne 73)
- 2001 : Un chien à Montreux (Montreux 73, CD maxi)
- 2018 : Léo Ferré Mai 68 (Mutualité de Paris, 1968)
- 2020 : L'Âge d'or : intégrale 1960-1967 (Coffret, CD 12 à 15 : en public à l'ABC 62, Antibes-Juan-les-Pins 63, à l'Ancienne Belgique 63, au Vieux-Colombier 64, à l'Alhambra 65, à Bobino 65 & 67, à la Maison de la Radio 66)
- 2021 : Léo Ferré Bobino 1967 (Vinyle)
- 2021 : La Solitude : intégrale 1968-1974 (Coffret, CD 14 à 16 : en public à la Mutualité 68, Bobino 69, Saint-Denis 70, Mutualité 71, Avignon 71)

### AvecFont et Val
- 1979 : L'Autogestion (RCA)
- 1980 : Ils finiront sur l'échafaud (RCA)
- 1981 : Messieurs « Plus » (RCA)
- 1984 : Ça donne pas envie de chanter (RCA)[6]
- 1987 : Ça va chier !, en public au TLP Déjazet (Blue Silver)
- 1989 : Votez sensuel !

### Autres
- 1959 : Musique tachiste de Michel Magne (Barclay)[7]
- 1974 : Entre chien et loup, avec Michel Grange (Azergues)
- 1975 : Meilland chante Frot Castanier (Azergues)
- 1976 : La Voix des Mots, avec Alain Meilland (Boîte Magique)
- 1977 : E-dibenn miz gwengolo de Glenmor (Le Chant du monde)
- 1977 : Mangiamerda, avec Alain Meilland (Discovale)
- 1977 : Le Temps des Crises, avec Michel Grange et Michèle Bernard (Discovale)
- 1977 : en public au Théâtre de Boulogne-Billancourt avec Yvan Dautin (RCA)
- 1983 : Jean Cocteau en chansons, avec Bee Michelin et Renaud Marx (Polydor)